# Wilhelm Gleßner
Wilhelm Gleßner (* 16. November 1918 in Elm; † 30. Juli 1940 in Wien) war ein deutscher römisch-katholischer Kriegsdienstverweigerer und Märtyrer.

## Leben
Wilhelm Gleßner wuchs im Saarland in Sprengen (heute: Schwalbach) als fünftes von elf Kindern eines Bergmanns auf. Seine Familie stimmte 1935 für ein unabhängiges Saarland. Er selbst verweigerte sich der Hitlerjugend. Gleßner besuchte erfolgreich Landwirtschaftsschulen in Saarlouis und Hohenheim. 1939 absolvierte er den Reichsarbeitsdienst in Gunzenhausen.
Um dem Militärdienst zu entgehen, versuchte er, nach Frankreich zu fliehen, wurde von einer Grenzstreife aufgegriffen und für mehrere Wochen im Saarbrücker Gefängnis Lerchesflur inhaftiert, jedoch wieder freigelassen. Bei seiner Schwester in Numborn erfuhr er Anfang 1940, dass man ihn polizeilich suchte, um ihm den Gestellungsbefehl zukommen zu lassen. Er floh nach Österreich mit der Absicht, über Jugoslawien in die Vereinigten Staaten auszuwandern. In Spielfeld wurde er an der Grenze zu Slowenien erneut verhaftet, als Fahnenflüchtiger in Graz vor ein Kriegsgericht gestellt und am 27. Mai 1940 zum Tode verurteilt, da er erklärte, dass er Hitler nicht dienen wolle. Das von seinem Vater gestellte Gnadengesuch wurde am 19. Juni 1940 abgelehnt und Gleßner am 30. Juli in Wien standrechtlich erschossen.

## Gedenken
Die deutsche Römisch-katholische Kirche hat Wilhelm Gleßner als Märtyrer aus der Zeit des Nationalsozialismus in das deutsche Martyrologium des 20. Jahrhunderts aufgenommen.